# 1241 (numero)
1241 è il numero naturale dopo il 1240 e prima del 1242.

## Proprietà matematiche
- È un numero dispari.
- È un numero composto da 4 divisori:  1, 17, 73, 1241. Poiché la somma dei divisori (escluso il numero stesso) è 91 < 1241, è un numero difettivo.
- È un numero semiprimo.
- È un numero cubico centrato.
- È un numero nontotiente in quanto dispari e diverso da 1.
- È un numero palindromo nel sistema di numerazione posizionale a base 2 (10011011001).
- È un numero intero privo di quadrati.
- È parte delle terne pitagoriche (280, 1209, 1241), (441, 1160, 1241), (584, 1095, 1241), (816, 935, 1241), (1241, 2520, 2809), (1241, 10512, 10585).